# Last Friends
Last Friends (ラスト・フレンズ Rasuto Furenzu?) är en japansk TV-serie som sändes på Fuji Television från 10 april till 19 juni 2008. Masami Nagasawa, Juri Ueno, Eita, Asami Mizukawa och Ryo Nishikido i huvudrollerna.

## Rollista (i urval)
- Masami Nagasawa - Michiru Aida
- Juri Ueno - Ruka Kishimoto
- Eita - Takeru Mizushima
- Asami Mizukawa - Eri Takigawa
- Ryo Nishikido - Sousuke Oikawa